# Carla Longeri
Carla Longeri Corradini (Carpaneto Piacentino, 14 maggio 1960 – Pavia, 23 marzo 2007) è stata una storica dell'arte italiana.

## Biografia

### Gli studi
Nasce da una famiglia di viticoltori piacentini. Dopo la maturità classica presso il Liceo Melchiorre Gioia di Piacenza, consegue la laurea in Lettere moderne presso la Facoltà di Lettere e Filosofia dell'Università degli Studi di Firenze, discutendo con Mina Gregori una tesi sul patrimonio artistico della Collegiata di Fiorenzuola d'Arda. 

### Il lavoro di Storica dell'Arte
Conduce campagne di schedatura sul territorio per la Soprintendenza al Patrimonio Storico, Artistico e Demoetnoantropologico di Parma e Piacenza e dal 1992 al 2006 ha collaborato con la Strenna Piacentina (il contributo apparso sulla rivista nel 2000, Nuovi documenti per le decorazioni del duomo di Piacenza in epoca barocca, riporta note inedite su Camillo Procaccini, Ludovico Carracci e Giovanni Lanfranco). Durante il suo periodo di attività è autrice di scritti prevalentemente dedicati all'arte piacentina tra il XV e il XVIII secolo, con una specifica attenzione alla scultura – in particolare lignea – e alla produzione in argento. Inoltre ha fornito saggi per la sezione dedicata alle arti della Storia di Piacenza: La scultura a Piacenza tra Maniera e Barocco, La scultura a Piacenza dal Tardobarocco al Neoclassicismo e Argenti piacentini d'epoca farnesiana e borbonica. Nel 2000 un suo testo è stato pubblicato nel volume San Rocco a Piacenza. Insieme a Massimo Pallastrelli e ad Angelo Carzaniga ha dato alle stampe San Fiorenzo di Fiorenzuola. La storia e l'arte. Chiesa, comunità e territorio nei secoli (2002). La principale pubblicazione di Longeri rimane però Il Mobile Piacentino (2004), volume di rilievo che ripercorre la storia dell'ebanisteria piacentina.

## Attività Principali
Dal 1993, Longeri si occupa della catalogazione del patrimonio storico artistico per conto della Soprintendenza al Patrimonio Storico, Artistico ed Etnoantropologico di Parma e Piacenza. Dal 1993 al 1996 regge la cattedra di Archeologia e Arte Cristiana presso lo Studio Teologico Alberoni di Piacenza, affiliato alla Facoltà di Teologia della Pontificia Università “San Tommaso” di Roma. Dal 1994 collabora alla redazione della rivista d'arte Strenna Piacentina. A partire dal 1996 dirige l'attività di censimento delle opere di scultura lignea presenti nelle chiese del territorio piacentino, condotto per conto della Soprintendenza al Patrimonio Storico, Artistico ed Etnoantropologico di Parma e Piacenza. Inoltre tra gli anni 1998 e 2000 si occupa della catalogazione del patrimonio storico artistico per conto della Soprintendenza ai Beni Artistici e Storici della Liguria, inoltre nel 1999 gestisce anche la catalogazione del patrimonio storico artistico per conto della Soprintendenza ai Beni Artistici e Storici della Lombardia. Al contempo svolge, su richiesta della Curia Vescovile di Piacenza, la catalogazione nell'ambito del Censimento dei beni culturali mobili intrapreso dalla Conferenza Episcopale Italiana.

## Pubblicazioni
- Panini, Benefial e Spinazzi per l'altare maggiore della Collegiata di Fiorenzuola d'Arda, in “Strenna Piacentina”, pp. 87–100 (1992).
- Un episodio di arte e devozione confraternale a Fiorenzuola d'Arda nel Seicento: la cappella del Santissimo Sacramento nella Collegiata di San Fiorenzo, in “Strenna Piacentina”, pp. 75–92 (1993).
- Gian Paolo Panini e l'altare maggiore della chiesa collegiata di Fiorenzuola, in “Il Nuovo Giornale”, Piacenza 5 giugno 1993, p. 14.
- Giuseppe Doria, “argentiere de' più perfetti e stimati”, in “Strenna Piacentina”, pp. 173–183 (1994).
- La “Cacciata dei profanatori dal tempio” del Collegio Alberoni alla mostra di Gian Paolo Panini, in “Bollettino dell'Associazione Alberoniana”, Piacenza 1994, pp. 24–31.
- La Cappella del Santissimo Sacramento nel contesto della Collegiata di San Fiorenzo, in La Cappella del Santissimo Sacramento nella Collegiata di Fiorenzuola. Storia e restauro, a cura di Carla Longeri Corradini, Piacenza 1997, pp. 21–76.
- Note d'archivio su alcuni artisti “forestieri” a Castel San Giovanni”, in “Strenna Piacentina”, pp. 63–79 (1997).
- La scultura a Piacenza tra Maniera e Barocco, in Storia di Piacenza, IV, Dai Farnese ai Borbone (1545-1802), tomo I, Piacenza 1999, pp. 523–592.
- Argenti piacentini d'epoca farnesiana e borbonica, in Storia di Piacenza, IV, Dai Farnese ai Borbone (1545-1802), tomo II, Piacenza 2000, pp. 1227–1256.
- La scultura a Piacenza dal Tardobarocco al Neoclassicismo, in Storia di Piacenza, IV, Dai Farnese ai Borbone (1545-1802), tomo II, Piacenza 2000, pp. 1145–1226.
- L'oratorio di San Rocco in Piacenza, in 'D. Ponzini, C. Longeri, P. G. Castellini, San Rocco a Piacenza, a cura del “Bollettino Storico Piacentino” in occasione della mostra San Rocco nell'arte. Un pellegrino sulla Via Francigena, Piacenza 2000, pp. 57-96.
- Nuovi documenti per le decorazioni del duomo di Piacenza in epoca barocca, in “Strenna Piacentina”, pp. 64–90 (2000).
- Gli oratori di San Cristoforo e San Dalmazio: scelte artistiche di due Confraternite piacentine tra Sei e Settecento, in collaborazione con S. Pighi, in “Strenna Piacentina”, pp. 79–107 (2001).
- La vicenda artistica tra Quattro e Ottocento, in M. Pallastrelli – C. Longeri – A. Carzaniga, San Fiorenzo di Fiorenzuola. La storia e l'arte. Chiesa, comunità e territorio nei secoli, Piacenza 2002, pp. 177–280.
- Il mobile piacentino, in collaborazione con S. Pighi, Piacenza - Tip.Le.Co (2003).
- Schede, in Luce sul Settecento. Gaspare Traversi e l'arte del suo tempo in Emilia, catalogo della mostra (Parma), a cura di L. Fornari Schianchi e N. Spinosa, Napoli 2004, pp. 183, 185, 188-191, 194-195, nn. 62, 64, 67, 68, 70.
- La chiesa e il convento delle Teresiane a Piacenza, in collaborazione con S. Pighi, in Cose piacentine d'arte offerte a Ferdinando Arisi, Biblioteca Storica Piacentina n. 18, Piacenza 2005, pp. 119–166.